# Andrea Repetto
Andrea Isabel Repetto Lisboa (Santiago, 20 de mayo de 1969) es una economista, ingeniera comercial, investigadora y académica chilena.

## Estudios
Obtuvo la licenciatura en ingeniería comercial en la Pontificia Universidad Católica de Chile (UC). Posteriormente realizó un magíster en economía en la UC y un doctorado en economía del Instituto Tecnológico de Massachusetts, siendo la primera chilena en obtener este grado en dicha institución.

## Carrera profesional
Es directora y profesora de la Escuela de Gobierno de la Pontificia Universidad Católica de Chile (UC) en Santiago.
Anteriormente fue profesora en la Universidad Adolfo Ibáñez (UAI) en Santiago. También es investigadora y directora del programa de Máster en Economía en la Escuela de Gobierno de la UAI.
Sus estudios recientes están basados en la economía y la psicología, con aplicación en créditos y ahorros domésticos y la economía de la educación. Ha sido miembro del Consejo Asesor Presidencial para la Reforma Previsional, del Consejo Asesor Presidencial de Trabajo y Equidad Social y del Consejo Asesor Presidencial contra los conflictos de interés, el tráfico de influencias y la corrupción, entre otras.[cita requerida]
Asimismo, ha sido profesora asociada en el Centro de Economía Aplicada del Departamento de Ingeniería Industrial en la Universidad de Chile; directora del Máster de Economía aplicada de la misma universidad; directora de la Sociedad de Economistas de Chile, y profesora visitante en el Banco Mundial.
Fue premiada como «Economista del Año 2018» por sus pares, reconocimiento entregado por el diario El Mercurio.